# Королівство геїв і лесбійок
Королі́вство ге́їв і лесбі́йок (англ. Gay and Lesbian Kingdom of the Coral Sea Islands, GLK) — самопроголошена віртуальна держава на островах Коралового моря біля берегів Австралії .

## Історія
Після прийняття австралійським парламентом рішення про заборону одностатевих шлюбів група австралійських гей-активістів 14 червня 2004 року оголосила про намір створити на території незаселених островів «одностатеву» державу, відокремившись від Австралії, і навіть обрала «імператора», який узяв собі ім'я Дейл I. Офіційна влада не сприйняла серйозно їх демарш, навіть після того, як «імператор» з'явився на найбільшому з островів і поставив над ним райдужний прапор.
На даний час «королівство» існує тільки у філателістичній реальності, оскільки з липня 2006 р. випускає власні поштові марки.